# Таловатая Балка
Таловатая Балка — посёлок в Каменском районе Ростовской области
Входит в состав Глубокинского городского поселения. 

## Население
| 2010 |
| ---- |
| 105  |

## Улицы
| - ул. Дачная - ул. Запрудная - ул. Короткая - ул. Песчаная | - пер. Водный - пер. Коммунальный - пер. Крутой |